# Vranjic
Vranjic – wieś w Chorwacji, w żupanii splicko-dalmatyńskiej, w mieście Solin. W 2011 roku liczyła 1110 mieszkańców.